# Marsilea hirsuta
Marsilea hirsuta är en klöverbräkenväxtart som beskrevs av Robert Brown. Marsilea hirsuta ingår i släktet Marsilea och familjen Marsileaceae.
IUCN kategoriserar arten globalt på rödlistan som "inte tillämpbart" (NA). Inga underarter finns listade.